# Erdhase
Der Erdhase (Pygeretmus pumilio), auch als Tabargan oder Zwerg-Fettschwanzspringmaus bezeichnet, ist eine Art der Springmäuse. Es ist umstritten, ob der Erdhase innerhalb der Fettschwanz-Springmäuse (Pygeretmus) der Untergattung Alactagulus angehört oder ob diese eine eigene Gattung bildet.

## Aussehen
Erdhasen sind kleine Springmäuse mit einer Kopf-Rumpf-Länge von 9 bis 12 Zentimeter, hinzu kommt ein 11 bis 18 Zentimeter langer Schwanz. Das Gewicht beträgt 35 bis 50 Gramm. Der sehr lange Schwanz endet in einer auffälligen Quaste. Diese ist dunkel mit einer weißen Spitze. Die Hinterfüße sind zu kräftigen Sprungbeinen entwickelt. An den Hinterfüßen sind die zwei äußeren Zehen verkleinert. Das Fell ist oberseits beigebraun und unterseits weiß.

## Vorkommen und Lebensweise
Verbreitet ist der Erdhase in den zentralasiatischen Steppen. Sein Verbreitungsgebiet reicht vom Don über Kasachstan bis in die Innere Mongolei. Hier legt das nachtaktive Tier seine Baue an. Während manche Baue temporär als Zufluchtsorte angelegt werden, gibt es stets einen permanenten Bau, der über einen bis zu sechs Meter langen Gang in eine Nestkammer führt, die etwa 30 bis 70 Zentimeter unter der Erdoberfläche liegt. Die Kammer wird mit Pflanzenmaterial ausgepolstert. Die Nahrung besteht aus Wurzeln und Knollen, die zum Teil in den Bauen gelagert werden.
Die Fortpflanzung erfolgt zwischen März und September. Einige Weibchen haben zwei Würfe in diesem Zeitraum. Pro Wurf werden ein bis sieben Jungtiere (meist 2–4) geboren. Nach Erreichen der Geschlechtsreife bleiben Weibchen in der Nähe des Mutterbaus, Männchen wandern längere Strecken.

## Gefährdung
Der Erdhase wird von der IUCN als nicht gefährdet (least concern) gelistet. Die zunehmende Fragmentierung und die Verkleinerung ihrer Habitate könnten jedoch langfristige Folgen für die Population des Erdhasen haben.